# Grands feux de la Miramichi
Les grands feux de la Miramichi (en anglais: Great Miramichi Fire ou Miramichi Fire) ont lieu en 1825, au Nouveau-Brunswick (Canada). Ils ont fait plus de 280 morts.

## Feux
L'été et l'automne 1825 sont exceptionnellement secs et de nombreux feux de forêt se déclarent au centre de la province, dans un territoire délimité par Fredericton au sud, la baie des Chaleurs au nord et le détroit de Northumberland à l'est,. La cause principale des incendies est en fait le défrichement et la pratique de l'agriculture sur brûlis. Le 19 septembre, la vieille résidence du Gouverneur Howard Douglas est détruite dans l'un des incendies. Le 7 octobre, des vents violents propagent les incendies, les transformant en une tempête de feu. De nombreuses maisons sont détruites à Fredericton mais la plus importante destruction a lieu à Miramichi, où plus de 1 000 km2 partent en fumée.
Selon les témoins, le bétail s'enfuit à la vue des flammes et de la fumée, qui se propagent très rapidement. Le bruit causé par les incendies est particulièrement fort, le tout contribuant à faire croire à certaines personnes que le Jugement dernier est arrivé.
En tout, entre 10 000 et 20 700 km2 de forêt sont touchés par les incendies,,. Il y a entre 280 et 300 morts, dont 160 à Miramichi, mais il se peut que des centaines de personnes soient mortes noyées en tentant de fuir les flammes. De plus, le nombre de bûcherons se trouvant à ce moment étant estimé à 3 000, le nombre de morts pourrait être encore plus élevé.

## Secours
Howard Douglas organise les secours à Fredericton et, après que l'intensité des incendies soit réduite, se rend à Miramichi pour secourir et encourager la population. Grâce à son appel, une grande quantité d'argent, de vêtements et de vivres sont envoyés au Nouveau-Brunswick, en provenance principalement du reste du Canada, des États-Unis et du Royaume-Uni. Environ 15 000 sans-abris sont ainsi aidés.

## Conséquences
L'industrie forestière du nord de la province est favorisée par les incendies.

## Dans la culture
Les Grands feux de la Miramichi sont mentionnés dans le recueil de poésie La terre tressée, de Claude Le Bouthillier.